# Solenoidbremse
Als Solenoidbremse wird eine Bauart von elektromechanischen Bremsen bei Schienenfahrzeugen bezeichnet.

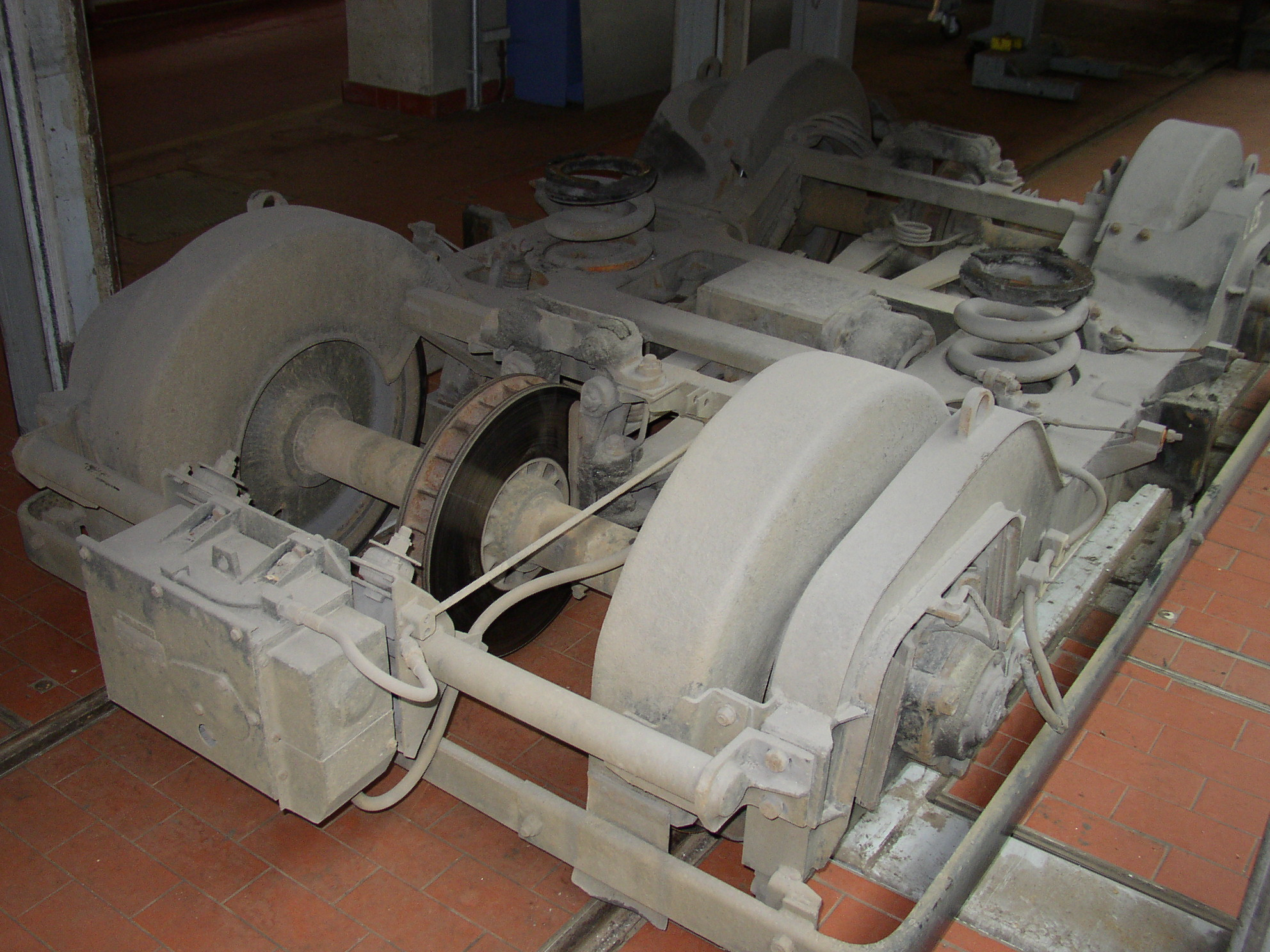
Mittig quer angeordneter Bremssolenoid in einem meterspurigen DUEWAG-Laufdrehgestell eines GT8

## Anwendung und Funktion
Solenoidbremsen kommen meist bei Beiwagen von Straßenbahnbetrieben vor. Im Laufgestell bzw. unter dem Wagenboden, gelegentlich an jedem Radsatz bzw. in jedem Drehgestell befindet sich ein Zugmagnet, welcher vom Bremsstromkreis (Widerstandsbremse) des Triebwagens erregt wird und dessen Anker über das Bremsgestänge die Bremssohlen des Radsatzes betätigt. Dies kann in mehreren Stufen erfolgen, entsprechend den Bremsstufen des Triebfahrzeuges. Die elektrische Verbindung zwischen Triebwagen und Beiwagen wird dabei über das sog. Bremskabel hergestellt.
Der Vorteil der Solenoidbremse ist, dass sie keine besonderen Bedienungseinrichtungen erfordert. Durch die Speisung mit dem Motorbremsstrom ist ihre Wirkung proportional zu der dynamischen Bremse des oder der Triebwagen. Bei Wagen mit mehreren Bremseinrichtungen wie Druckluft-, Saugluft-, Federspeicher- und Handbremse wirken in der Regel alle Betätigungseinrichtungen auf dasselbe Bremsgestänge. Ein Nachteil im Vergleich zu pneumatischen Bremsen ist die fehlende Wirkung als Festhaltebremse im Stand.